# Informacijska preobremenjenost
Informacijska preobremenjenost, znana tudi kot zasičenost z informacijami ali informacijska prenasičenost, nastane, ko imamo o neki zadevi preveč informacij, zato jo težko razumemo in imamo zaradi tega težave pri učinkovitem sprejemanju odločitev. Na splošno je povezana s preveliko količino informacij, s katerimi se soočamo vsakodnevno. Izraz "informacijska preobremenjenost" so že leta 1962 prvič uporabili znanstveniki na področju managementa in informacijskih študij, med drugim Bertram Gross v knjigi iz leta 1964 z naslovom The Managing of Organisations,   populariziral pa ga je Alvin Toffler v svoji uspešnici iz leta 1970 Future Shock . 
Gonilna sila informacijske preobremenjenosti so informacijske tehnologije, saj omogočajo preprosto ustvarjanje in distribucijo velikih količin informacij. Poleg tehnoloških dejavnikov, katerih učinki so prisotni že dlje časa, je preobremenjenost še okrepil vzpon družbenih medijev, vključno z ekonomijo pozornosti, ki omogoča krajo pozornosti .   V dobi digitalnih tehnologij, informatike in internetne kulture (oz. digitalne kulture) je informacijska preobremenjenost povezana s prekomerno izpostavljenostjo ter pretirano konzumacijo informacij in podatkov.